# Pappel-Becherrindenschwamm
Der Pappel-Becherrindenschwamm oder Judas-Öhrchen (Schizophyllum amplum, syn. Auriculariopsis ampla) ist ein Pilz und eine von sechs Arten der Gattung Schizophyllum aus der Familie der Schizophyllaceae.

## Aussehen/Merkmale
Das Judas-Öhrchen bildet kleine (0,5–1,5 cm breite), flach becher- bis schüsselförmige Fruchtkörper. Die konvexe, weißliche bis cremefarbene Oberfläche ist mit einem feinen, aus Hyphenhaaren gebildeten Filz überzogen. Die Innenseite der Becherchen ist ocker bis bräunlich gefärbt, glatt bis gefurcht. Feucht sind die Fruchtkörper weich und gelatinös, trocken hart.

## Ökologie
Der Pappel-Becherrindenschwamm lebt als Saprobiont auf dünnen, abgestorbenen, noch berindeten Zweigen von Pappel- und Weidenarten, die entweder noch in der Luft hängen oder erst kurz abgefallen sind. Der Pilz ist vor allem in Au- und Bruchwäldern, sowie entlang von Bachfluren zu finden, daneben kann er in luftfeuchten Wäldern vorkommen. Er kommt auch in Pappelanpflanzungen an ihm klimatisch zusagenden (luftfeuchten) Orten vor. Die Fruchtkörper erscheinen bevorzugt im Winterhalbjahr (Spätherbst, zeitiger Frühling, Spätfrühling)

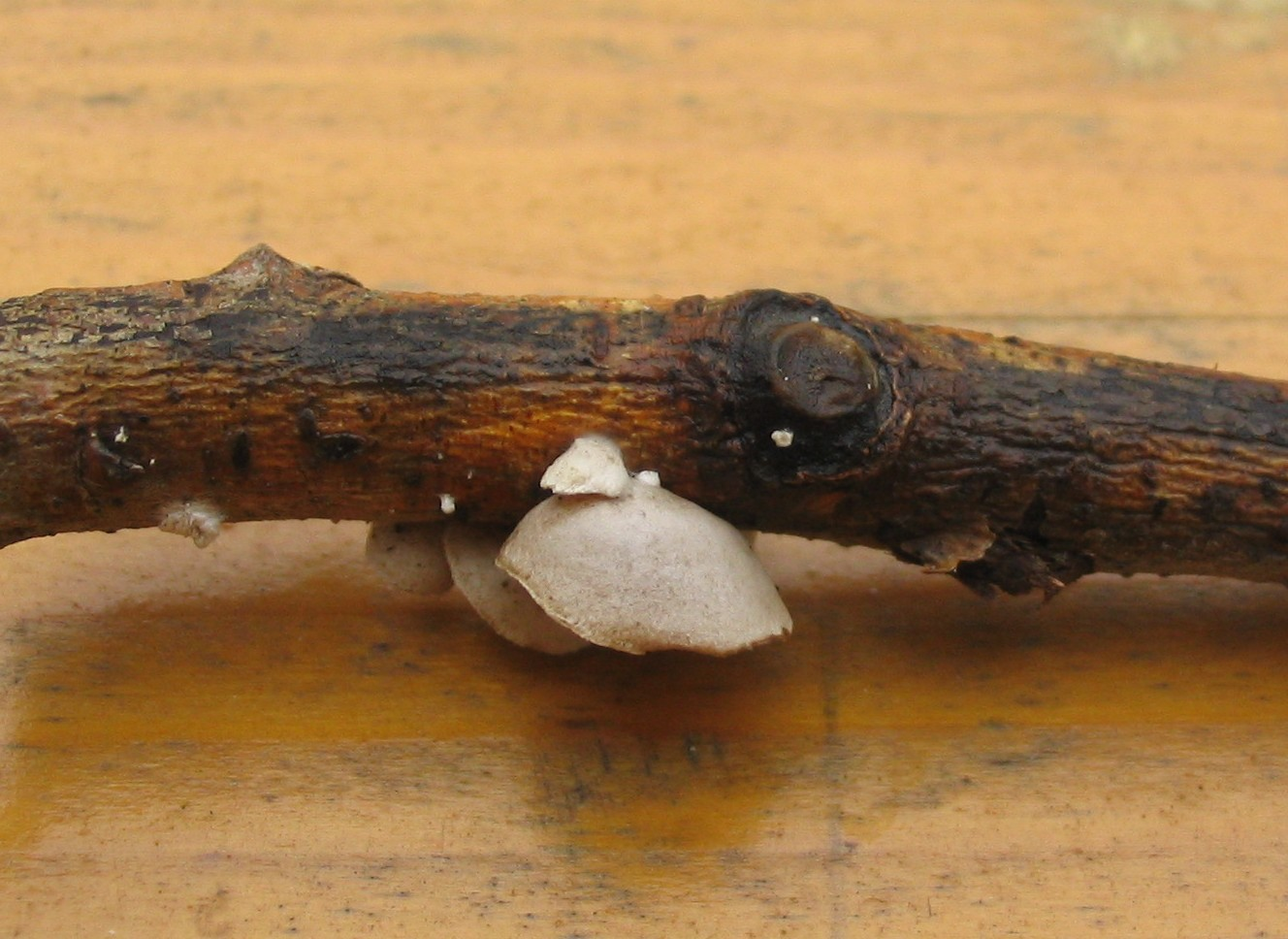
Oberseite
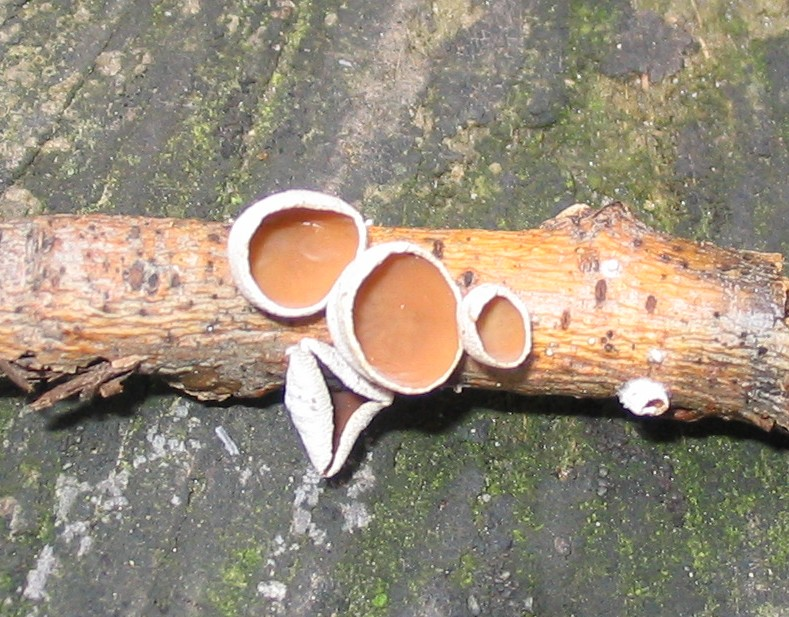
Unterseite

## Verbreitung
Laut Krieglsteiner ist der Pappel-Becherrindenschwamm ein Pilz der Holarktis, der besonders in temperat-subozeanischen Gebieten vorkommt. In Deutschland ist er vor allem in den wintermilden Stromtälern zu finden.

## Bedeutung
Der Pappel-Becherrindenschwamm ist kein Speisepilz, aufgrund des Substrates hat er keine wirtschaftliche Bedeutung.

## Taxonomische Einordnung
Auf Grundlage phylogenetischer Untersuchungen wird die Art in die Gattung der Spaltblättlinge (Schizophyllum) eingeordnet.